# ماري الأطرش
ماري الأطرش، سبّاحة فلسطينية، ولدت في 27 حزيران (يونيو) 1994.
على الرغم من أن رقمها الشخصي (29.91 ثانية) لا يؤهلها للمشاركة الأولمبية، إلا أنها شاركت ضمن الوفد الفلسطيني في أولمبياد ريو 2016 بفضل دعوة من الاتحاد الدولي للسباحة. حيث نافست في سباق سباحة 50 متر حرّة سيدات ضمن منافسات السباحة في الألعاب الأولمبية الصيفية 2016 وحلّت في المركز 63 بزمن قدره 28.75 ثانية. ولم تتأهل للدور نصف النهائي.
وقد حملت ماري العلم الفلسطيني في حفل ختام الأولمبياد.